# Korlát-Vizsoly megállóhely
Korlát-Vizsoly megállóhely egy Borsod-Abaúj-Zemplén vármegyei vasúti megállóhely Vizsoly településen, a MÁV üzemeltetésében. A település déli határszéle közelében helyezkedik el, közúti elérését a 3715-ös útból kiágazó 37 306-os számú mellékút teszi lehetővé.

## Vasútvonalak
A megállóhelyet az alábbi vasútvonalak érintik:
- Szerencs–Hidasnémeti-vasútvonal

## Kapcsolódó állomások
A megállóhelyhez az alábbi állomások vannak a legközelebb:
- Boldogkőváralja megállóhely (Szerencs–Hidasnémeti-vasútvonal)
- Fony megállóhely (Szerencs–Hidasnémeti-vasútvonal)

## Forgalom
| Járat        | Útvonal | Gyakoriság                    |
| ------------ | --- | ----------------------------- |
| személyvonat | Abaújszántó – Abaújkér – Boldogkőváralja – Korlát-Vizsoly – Fony – Hejce-Vilmány – Göncruszka – Gönc – Zsujta – Hidasnémeti | Napi 3 pár, nyáron napi 5 pár |